# Olson Nunatak
Olson Nunatak är en nunatak i Antarktis. Den ligger i Östantarktis. Nya Zeeland gör anspråk på området. Toppen på Olson Nunatak är 16 meter över havet.
Terrängen runt Olson Nunatak är varierad. Trakten är obefolkad. Det finns inga samhällen i närheten.